# Campiglossa distichera
Campiglossa distichera este o specie de muște din genul Campiglossa, familia Tephritidae. A fost descrisă pentru prima dată de Wang în anul 1990. Conform Catalogue of Life specia Campiglossa distichera nu are subspecii cunoscute.